# Jean d'Aubry
Jean d'Aubry, appelé communément l'abbé d'Aubry (en latin Johannem Aubrium), est un prêtre et un médecin alchimiste, né à Montpellier et mort vers 1667.

## Biographie
D'après Gui Patin Jean d'Aubry est le fils d'un procureur de Montpellier. Il prétendait qu'il était apparenté à saint Roch. Dans une lettre écrite à Charles Spon, le 13 juillet 1657, Gui Patin écrit qu'il a d'abord été compagnon chirurgien, puis moine et qu'enfin, s'étant défroqué, il est resté prêtre séculier et a mené une vie dérangée. Il faut probablement voir dans cette description une critique d'une personne qu'il n'aimait pas. Jean d'Aubry a dit qu'il a été chanoine de la cathédrale de Montpellier, puis prêtre et docteur en droit canon. Il a prêché, vers 1638, un avent et un carême et a fait imprimer un livre pour l'instruction des prédicateurs.
Il assure dans son Abrégé de l'Ordre s'être fait admirer dans sa jeunesse pour des discours subtils inspirés de la rhétorique de Raymond Lulle.
Il est ensuite allé en Orient pour essayer de convertir les infidèles, les Mahométans et leur démontrant que le christianisme était la seule vraie religion. Il en est revenu déçu car il n'était pas arrivé à prouver que la religion catholique était la seule vraie en se servant de l'Écriture sainte, le récit des miracles, les récits des Pères de l'Église et des docteurs de l'Église. Après cette déception, il s'est persuadé qu'il ne devait pas se décourager et qu'il devait trouver une méthode pour persuader les mécréants et les infidèles que la religion chrétienne était la seule vraie. Il écrit que puisque la religion chrétienne était la seule véritable, elle était la plus raisonnable, et par la raison il pourrait convaincre les mécréants et les infidèles. Il a trouvé la confirmation de ce point de vue dans La Cour saincte de Nicolas Caussin, en se servant de ce qu'a écrit Raymond Lulle et dans le fait que saint François Xavier avait emporté dans ses missions L'Arbre de philosophie d'amour de Raymond Lulle. Il est alors reparti en Afrique pour démontrer par la raison que la religion chrétienne était la seule véritable. Il prétend y avoir réussi, mais qu'étant seul et sans secours, il a quitté l'Afrique pour revenir en France.
Pendant ces voyages, il a remarqué que la médecine permettait d'entrer en contact avec les infidèles. Il a amassé en Afrique tous les enseignements permettant de guérir des maladies. L'abbé Aubry est venu à Paris où il a pratiqué la médecine. L'abbé Aubry prétend avoir donné sa médecine à 300 000 personnes. Il a mis au pont un remède universel, une quintessence, d'abord imparfaite. Il a écrit qu'il est parvenu, en novembre 1664, à la « connaissance de la grande et incorruptible quintessence que S. Raymond Lulle a publié assés obscur pour le même dessein de la conversion des infidèles ; laquelle guérit de toutes sortes maladies, étant de cause naturelle & sans vomissement ... rafraîchissant les échauffés, & échauffant les trop rafraîchis, de même que le soleil qui dessèche la terre et fond la cire ; la Quintessence faisant tout en fortifiant le premier principe ou l'Archée, ce qui est la plus haute merveille, dont les effets sont admirables, pourvu que le malade ne soit arrivé à son terme ordonné, ou qu'il n'ait été perdu par des remèdes inutiles, ou que la maladie ne soit de cause surnaturelle par punition de Dieu ». La médecine spagyrique est une des branches de l'hermétisme consistant à distiller des produits pour l'obtention de la Quintessence, Azoth ou Archée. La Quintessence ou l'Azoth est de l'or potable au degré moyen, thérapeutique.
Gui Patin qui avait été témoin de l'enthousiasme de certaines personnes traite Jean d'Aubry « d'infâme et très ignorant charlatan qui a déjà plusieurs fois été prisonnier ici et ailleurs tant pour fausse monnaie que pour avoir vendu des bénéfices qui ne furent jamais en nature, comme un grand fourbe et imposteur public ». Jean d'Aubry admet dans la Trompette qu'il a été emprisonné 15 mois, mais que cela a été dû à une accusation de magie, mais que dès sa sortie il a été visité par des princes souverains, des nonces, des ambassadeurs, des archevêques, des évêques et d'autres personnes de qualité. Un bref du pape Alexandre VII, du 1er juillet 1660, lui permettait d'exercer la médecine quoiqu'il fût prêtre.
Il a dû mourir vers 1667 car on n'a plus d'information sur lui à partir de cette date.

## Publications
- Instruction des prédicateurs, en 1638 d'après Jean d'Aubry ;
- Apologie, dédiée au chancelier ;
- La Merveille du Monde ou la Médecine véritable nouvellement resuscitée, dédiée au cardinal Mazarin, 1654 ;
- Le Triomphe de l'archée et la merveille du monde, ou la médecine universelle et véritable pour toutes sortes de maladies les plus désespérées..., 4e édition, augmentée de l'Apologie de l'autheur contre certains docteurs en médecine..., 1658, par Jean d'Aubry de Montpellier, Prêtre, Docteur en la science, Abbé de Nostre-Dame de l'Assomption, Conseillet & Medecin ordinaire du Roy ;
- Le Triomphe de l'archée, et le désespoir de la médisance, ou partie des consultations faictes et envoyées en diverses langues au sieur Abbé d'Aubry par les plus scavans medecins, apothicaires & chirurgiens de l'Europe, seigneurs & autres, pour plusieurs malades de diverses provinces, afin d'avoir de ses remedes, pour les guerir sans venir à Paris: nonobstant la prétendüe magie que l'on s'estoit persuadé, Paris, 1659, sous le nom de Jean d'Aubry de Montpellier, prêtre, & docteur de la science, abbé de l'Assomption de la Vierge (abbaye imaginaire), conseiller & médecin ordinaire du roi, traduit en latin en 1660 Triumphus archei et mundi miraculum, sive Medicina universalis... nuper detecta ;
- Le Triomphe de l'archée et la merveille du monde ou la médecine universelle et véritable pour toutes sortes de maladies les plus désespérées. Augmentée de l'Apologie de l'autheur contre certains docteurs en médecine, les persécuteurs de son emprisonnement respondant à leurs calomnies que l'autheur a guéry par art magique beaucoup de maladies incurables. Et de plusieurs remerciemens des cures et guérisons faites par le sieur Abbé d'Aubry, ... , Paris, 5e édition, 1660 (lire en ligne) ;
- La Médecine universelle des âmes, publié en 1661 d'après Jean d'Aubry ;
- Abrégé de l'ordre admirable & des beaux secrets de S. Raymond Lulle, martyr, le plus savant de tous les hommes. Avec l'abrégé des consultations & remerciemens écrits en diverses langues, signées, & envoyées à l'Abbé d'Aubry, qui demeure à Paris, au faubourg S. Germain, au Cherche Midy, en sa maison nommée Gomerfontaine par les plus savans & les plus doctes de l'Europe &c, Paris, 1665 ;
- La Trompette de l'Évangile ou le Livre des Livres, brochure de 8 pages publiée en 1666.